# Las Cenizas
Las Cenizas är en ort i Mexiko.   Den ligger i kommunen Colón och delstaten Querétaro Arteaga, i den centrala delen av landet, 160 km nordväst om huvudstaden Mexico City. Las Cenizas ligger 2 006 meter över havet och antalet invånare är 806.
Terrängen runt Las Cenizas är huvudsakligen platt, men åt sydost är den kuperad. Runt Las Cenizas är det ganska tätbefolkat, med 185 invånare per kvadratkilometer. Närmaste större samhälle är La Fuente, 7,1 km sydost om Las Cenizas. Omgivningarna runt Las Cenizas är en mosaik av jordbruksmark och naturlig växtlighet.